# Norwich St Michael Coslany
Norwich St Michael Coslany var en civil parish fram till 1890 då den blev en del av Norwich, i grevskapet Norfolk, i England. Denna civil parish hade 843 invånare år 1881.